# Mukûs
Les mukûs (singulier muks) sont une taxe sur les marchés dans la législation des sociétés islamiques.

## Sources
- Isa Mahmoud Alazzam, "The (Mukus) Taxes in Egypt during the Mameluke Era (648 AH/1250 AD-923 AH /1517)"